# David Nyman

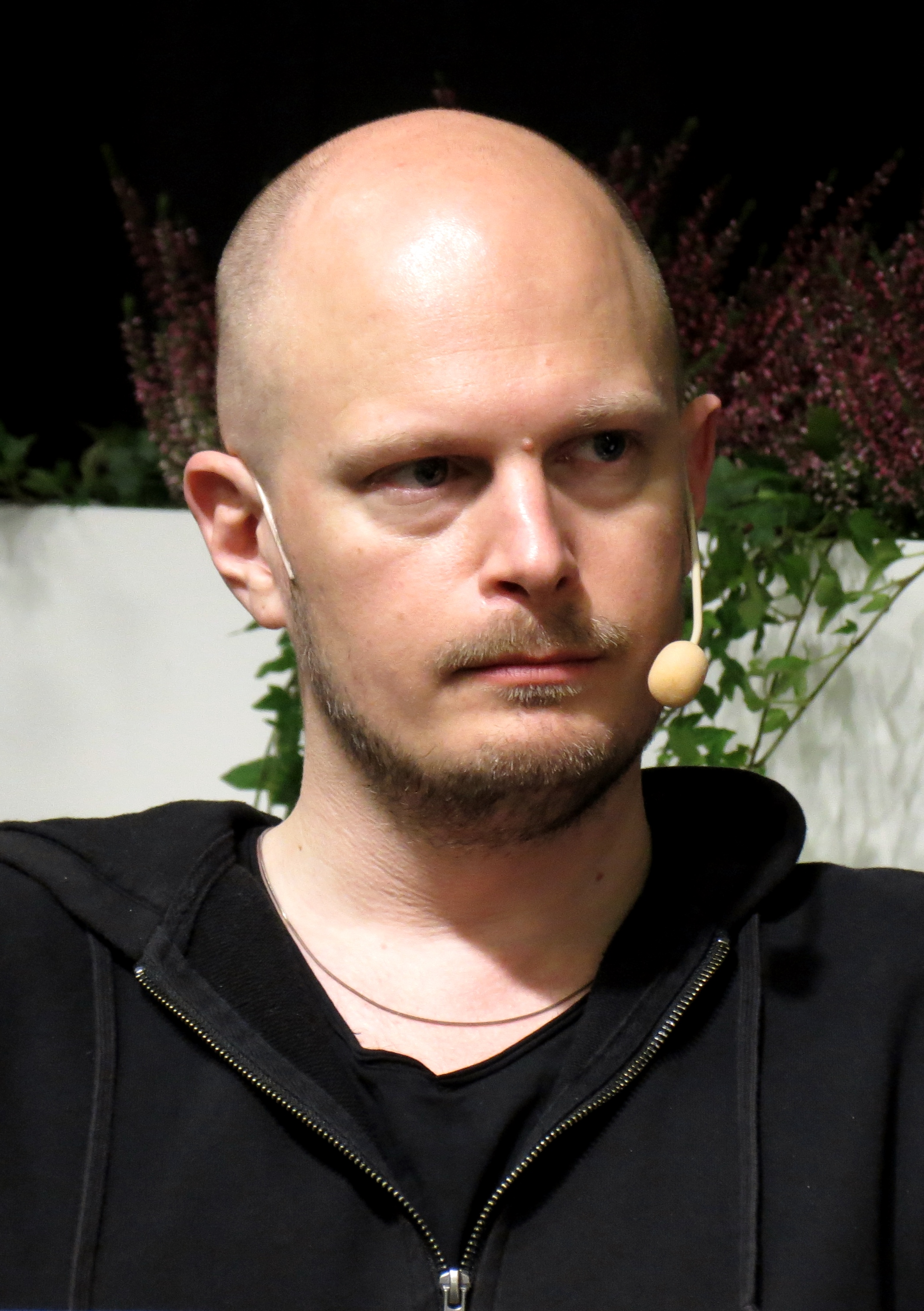
David Nyman, 2017.

Karl Axel David Nyman, född 9 juni 1983, är en svensk journalist, grafisk formgivare och författare.
David Nyman studerade journalistik på Skurups folkhögskola 2004–2005 och har sedan bland annat arbetat på Aftonbladet, Svenska Dagbladet och nyhetsappen Omni. I januari 2017 debuterade David Nyman som skönlitterär författare med romanen Nerverna – berättelsen om en familj som är baserad på hans familjs historia. Boken hyllades i flera medier.  Han verkar även som kulturjournalist på Sydsvenskan.